# 1263
1263 (MCCLXIII) a fost un an obișnuit al calendarului iulian.

## Evenimente
- 2 octombrie: Bătălia de la Largs; regele Alexandru al III-lea al Scoției respinge invazia regelui Haakon al IV-lea al Norvegiei.

### Nedatate
- iulie: Bătălia navală de la Settepozzi; înfrângere severă a flotei combinate a genovezilor și bizantinilor în fața celei venețiene.
- iulie: Coroana Siciliei este oferită de papa Urban al IV-lea lui Carol de Anjou, fratele regelui Ludovic al IX-lea al Franței.
- Campania nereușită a mongolilor lui Hulagu-han în nordul Caucazului.
- Papa Urban al IV-lea propovăduiește Cruciada a opta.
- Prima atestare documentară a orașului Beiuș.
- Regele Iacob I al Aragonului cucerește orașul Crevillente, în cadrul Reconquistei.

## Arte, Știință, Literatură și Filosofie
- Este înființat colegiul Balliol, la Oxford.
- La sinodul din Arles, doctrina teologului Gioacchino da Fiore este condamnată ca eretică de către Biserica catolică.

## Nașteri
- 22 ianuarie: Ibn Taymiya, filosof și jurist din Siria (d. 1328)
- Theobald II, duce de Lorena (d. 1312)

## Decese
- 12 septembrie: Mindaugas, 62 ani, regele Lituaniei (n.c. 1200)
- 14 noiembrie: Alexandru Nevski, 42 ani, mare cneaz de Novgorod și Vladimir (n. 1220)
- 15 decembrie: Haakon al IV-lea, rege al Norvegiei (n. 1204)

## Înscăunări
- 15 decembrie: Magnus al VI-lea (Magnus Lagabøte), rege al Norvegiei (1263-1280).
- Iaroslav Iaroslavovici de Tver, mare cneaz de Vladimir (1263-1272).

## Încheieri de domnie
- 12 septembrie: Mindaugas, regele Lituaniei (1236-1263).
- 15 decembrie: Håkon al IV-lea Håkonsson, regele Norvegiei (1217-1263).